# Ата Улан
Атей Улан (или Атай Улан Тэнгэр, Галта Улан, Атай Хан — «огненно-красный тэнгри») — персонаж бурятской мифологии, небесное божество (тенгри), покровитель лошадей и источник зла; правитель 44-го из небес Востока.
Когда-то предводительствовал всеми 99 небесами, однако был убит ханом западного неба Хормустой. Причиной конфликта стало сватовство сыновей соперников к дочке Саган Себдега, красавице Наран. Есть версия, что Ата Улан хотел погубить Наран. После смерти Ата Улан мог сохранить свою власть только над 44 тенгри. По другой версии, Ата Улан был разорван на части. Его голова превратилась в чудовище Арааха (Раху), которое хочет проглотить небесные светила, а туловище в одноглазого огненного монстра Гал Нурмана. Для борьбы с этими чудищами был послан сын Хормусты Гэсэр. Также существует версия, что Гэсер является зятем Ата Улана. 
Армия Ата Улана, согласно мифам, состоит из 6666 солдат. У него есть три сына и три дочери. Одна из легенд рассказывает о том, что враг поразил копьём большой палец на его ноге, вследствие чего в мире людей появилось несколько духов болезней.